# Toudi
Toudi est une revue créée en 1987 qui prolonge l'impact du Manifeste pour la culture wallonne signé en 1983 par une série d'artistes et intellectuels wallons : « Animée par José Fontaine, la revue Toudi a publié ses propres numéros annuels et a en outre collaboré avec la revue  Contradictions et avec les Cahiers marxistes pour des numéros thématiques. Assez rapidement, Toudi a associé son action à un combat démocratique républicain et s'inscrit dans le sillage du renardisme . Depuis 1997, le mensuel République fusionne avec Toudi (désormais mensuel) en unissant combat wallon et combat républicain. »
Xavier Mabille estime qu'elle « réunit catholiques et laïques, milite pour la Wallonie et le socialisme et combat la monarchie et la Communauté française.» Elle paraît en version papier jusqu'au mois de juin 2007 et reparaît sous la forme d'une revue en ligne à partir de février 2009 qui publie les archives de République et Toudi ainsi qu'une série d'articles nouveaux, dont un certain nombre sont regroupés dans ce que la revue présente comme une Nouvelle série annuelle en décembre 2013.
Sur le manifeste wallon de 1983, la revue publie un numéro spécial en 1992 avec Les Cahiers marxistes qui réunit les principales prises de position pro et contra sur le texte de 1987. La publication est considérée comme étant indépendante .
Chantal Kesteloot, historienne bruxelloise œuvrant au CEGES, estime que « Les articles consacrés à l’histoire du Mouvement wallon trouvent  [...] place soit dans les revues générales, soit dans des revues militantes à prétention scientifique. La revue Toudi est l’une d’elles. Si elle comprend nombre de contributions historiques, il faut néanmoins constater qu’elle n’est pas véritablement un lieu de débat. Les publications qui ne correspondent pas à sa vision y sont véritablement excommuniées sans autre forme de procès. Il en va de même sur le forum Internet de la même revue.

## Mise en cause de la monarchie
La revue met vivement en cause la monarchie belge et, dans ses archives publiées en ligne, place une série d'articles sous le titre Histoire de la monarchie belge qui mettent systématiquement en cause les différents chefs de l'État depuis la création de la Belgique et ce à contrecourant de la quasi-totalité des médias wallons et bruxellois. Dans une lettre au journal Le Monde diplomatique, Nadia Geerts évoquait en 2002  « la déjà ancienne revue Toudi (wallonne et républicaine, à visée séparatiste)». Ces articles reçurent, bien évidemment, un écho négatif dans la presse dominante francophone belge, comme Christian Laporte œuvrant alors au Soir qui critique le parti pris non dissimulé de républicains wallons qui ne sont pas historiens pour la plupart et qui « enfoncent encore ce clou rouillé » en parlant du cliché antiléopoldiste d'un Léopold III collaborateur et admirateur d'Hitler, pourtant remis en cause par des études historiques récentes et sérieuses (mais Laporte omet d'en citer une seule)... Luc Rosenzweig, correspondant du quotidien Le Monde à Bruxelles, qualifiait quant à lui Toudi de "voix discordante au Royaume de Belgique". Dans son article publié le 8 décembre 1999, il insistait sur le fait que " LA PLUPART des titres de la grande presse belge ont persisté, au lendemain du mariage du prince Philippe, dans le recours au dithyrambe pour rendre compte de l'événement (...) La palme de l'irrévérence au milieu de ce concert courtisan revient cependant sans contestation à la revue wallonne Toudi, dont la ligne éditoriale est ouvertement républicaine. Son directeur, José Fontaine, wallon et républicain romantique, s'indigne en publiant de nombreux témoignages indiquant que les enfants des écoles avaient été mobilisés et fermement invités à manifester leur enthousiasme, sous peine de punition, lors des « joyeuses entrées » des fiancés dans les provinces du royaume. José Fontaine n'avait pas hésité, au grand scandale des officiels, à terminer par un vibrant « Vive la République ! » un discours qu'on l'avait prié de prononcer, au mois de septembre 1999, lors des fêtes de Wallonie".